# Conférence permanente des chambres consulaires africaines et francophones
La Conférence permanente des chambres consulaires africaines et francophones, ou CPCCAF, est un réseau solidaire de coopération économique et institutionnelle au service du secteur privé africain et francophone. Christophe Eken est le président depuis avril 2022.

## Origine
La CPCCAF a été créée en 1973 à l'initiative des présidents Georges Pompidou, Léopold Sédar Senghor et Félix Houphouët-Boigny, pour maintenir des liens de coopération économique et institutionnelle entre la France, les pays d'Afrique francophone et Madagascar. Exclusivement centrée sur les relations entre la France, l'Afrique subsaharienne et Madagascar, la CPCCAF a accompagné la mondialisation des échanges en s'ouvrant ensuite plus largement au Maghreb et au monde de l'hémisphère nord.

« La création d’une conférence permanente des compagnies consulaires africaines, malgaches et françaises pourraient ouvrir la voie à des échanges entre les États africains, comme entre ceux-ci et la France, aboutissant à la mise en place d’établissements de formation capables de favoriser l’accès de nos élites aux postes-clés de l’économie. »

— Léopold Sedar Senghor, président de la République du Sénégal, 10-11 mai 1973 à Dakar.
Aujourd'hui, la CPCCAF compte : 
- 25 pays membres de la délégation africaine  : Bénin, Burkina Faso, Burundi, Cameroun, Cap-Vert, Centrafrique, Comores, Congo, Côte d'Ivoire, Djibouti, Gabon, Guinée, Guinée-Bissau, Guinée équatoriale, Madagascar, Mali, Maroc, Mauritanie, Niger, République démocratique du Congo, Rwanda, Sénégal, Tchad, Togo, Tunisie ;
- 7 autres pays francophones: Luxembourg, Belgique, France, Haïti, Laos, Québec[1], Somaliland.

## Partenaires
Association reconnue d’utilité publique, partenaire de l’OIF (Organisation internationale de la Francophonie) et d’autres acteurs majeurs du développement comme l’AFD (Agence française de développement), ITC (Centre de commerce international), l’Association internationale des régions francophones (AIRF) ou l’Union européenne (Commission européenne, DGDevCo), la CPCCAF élabore et met en œuvre des programmes de coopération passant par le renforcement des capacités et des compétences des structures africaines d’accompagnement des entreprises, comme plus particulièrement les chambres et organisations de son réseau (Compagnonnage consulaire avec AFD ; ARCHIPELAGO avec Commission européenne).

## Missions
L'appui au secteur privé des économies des pays en développement est aujourd'hui une préoccupation internationale majeure. Depuis sa création, la CPCCAF, par l'intermédiaire des chambres consulaires qui la compose, se veut un promoteur et un acteur de cette approche du développement qui favorise les activités des entreprises en Afrique pour catalyser l'investissement privé et favoriser localement la création d'emploi et la croissance. Dans cette perspective, la vocation première de la CPCCAF est de susciter et d’organiser entre les organisations consulaires représentatives du secteur privé des pays membres, une coopération bilatérale ou multilatérale dans tous les domaines liés au développement du monde entrepreneurial :
- la formation professionnelle et technique ;
- l’appui aux entreprises : conseils, création, reprise et transmission ;
- la promotion des échanges en général ;
- l’information économique ;
- la représentation vis-à-vis des instances politiques et bailleurs de fonds ;
- la création et la gestion des équipements publics et parapublics nécessaires à l’activité économique, comme les ports ou parcs d’exposition.

## Objectifs
1. Renforcer les capacités des chambres de commerce, d’agriculture et d’artisanat africaines afin qu’elles jouent au mieux leur rôle d’intermédiaire, d’accompagnateur et d’appui des entreprises locales.
2. Favoriser les occasions d’échanges et de rencontres pour permettre l’établissement de partenariats économiques et commerciaux entre les entreprises issues des ressorts territoriaux des chambres consulaires.
3. Représenter les intérêts du secteur privé africain auprès des institutions nationales, régionales et internationales.

Par ailleurs, en contribuant au développement du secteur privé africain, la CPCCAF s’inscrit parfaitement dans les axes des Objectifs du millénaire pour le développement fixés à Cotonou en 2000.

## Activités
La CPCCAF a constitué en 2020, avec la Société d’encouragement pour l’industrie nationale (SEIN) une Plateforme numérique internationale, intitulée FRANCO-FIL, qui a pour objectif de consolider et faciliter le développement des projets entrepreneuriaux entre acteurs économiques francophones, grâce à une « bourse de projets » et des services spécialisés (assistance, financement, capacités…), qui répondent aux besoins des créateurs et entrepreneurs.
Aussi, la CPCCAF est régulièrement associée à des événements majeurs, tels que le Sommet international de la Francophonie ou encore le Sommet Afrique – France, dans le cadre desquels elle présente généralement les résultats de Baromètre annuel de l’opinion des entreprises africaines, qui permet de connaître, tous secteurs confondus, le ressenti des TPME africaines sur leur développement (10 000 réponses en 2019, dans 20 pays africains ; en 2020, le Baromètre a été remplacé par une enquête COVID-19 et PME africaines, réalisée en lien avec ITC)

## Programmes de coopération
La CPCCAF élabore et met en œuvre des programmes de coopération passant par le renforcement des capacités et des compétences des structures africaines d’accompagnement des entreprises, comme plus particulièrement les chambres et organisations de son réseau.
Le programme ARCHIPELAGO, financé par l'Union européenne dans le cadre du Fonds Fiduciaire d’Urgence de l’Union européenne pour l’Afrique (EUTF), vise à soutenir la création d'emplois, à la fois qualitatifs et durables, dans les pays des régions du Sahel et Lac Tchad à travers des dispositifs de formation professionnelle duale destinés aux jeunes, aux femmes et aux migrants de retour. Il tend ainsi à répondre aux difficultés engendrées sur le continent par l'exclusion économique et sociale, la marginalisation et les situations structurelles d’inégalité qui conduisent à la migration irrégulière.
Couverture géographique : Pays du Sahel et de la région du lac Tchad : Burkina Faso, Cameroun, Côte d'Ivoire, Gambie, Ghana, Guinée, Mali, Mauritanie, Niger, Nigéria, Sénégal, Tchad
Montant Partenaires du Consortium : 15 millions d'Euros
En savoir plus www.archipelago-programme.org
Projets sélectionnés lors du premier Appel à Propositions - octobre 2019 : Burkina Faso : Renforcer l’Insertion Professionnelle par des Apprentissages de Qualité dans les Entreprises du BTP RIPAQUE. Burkina Faso : Projet de développement des compétences pour une meilleure employabilité des jeunes et des femmes dans la filière de la mangue (PDCMEJF-FM). Cameroun : Projet de Formation professionnelle agricole et d’élevage (« PROFOR »). Ghana : Horticulture in Ghana for a brighter future. Mali : Le développement inclusif du secteur privé malien par la formation professionnelle, au bénéfice de la jeunesse malienne Phase 1 - filières alpha : viande/boucherie et prédiagnostic électronique automobile & Entrepreneuriat féminin. Mauritanie : Formation professionnelle et innovation pour renforcer l’employabilité et l’entrepreneuriat en Mauritanie (BTP, énergies et femmes) : FORMAEMPLOI. Tchad : Al Bouzhour La filière Semences de Qualité, un avenir prometteur pour la jeunesse du Lac Tchad et du Hadjer Lamis. Tchad : MPME et Centres Professionnels ensemble pour promouvoir un emploi vert et décent au Tchad. Sénégal : Développement d’un dispositif « formation en alternance - insertion professionnelle» dans quatre régions du Sénégal : DEFI. Sénégal : Programme pour le Sénégal de formation professionnelle duale et entrepreneuriale adaptée aux besoins des entreprises locales.
Projets sélectionnés lors du deuxième Appel à Propositions - octobre 2019 : Cameroun : Programme de formation des jeunes sur la transformation agroalimentaire, la réparation automobile et l’entrepreneuriat au Cameroun « Youth and Gender Connect ». Cameroun : Formation duale pour une meilleure insertion des jeunes dans les filières agricoles, les organisations de producteurs et les territoires ruraux. Cameroun : Mise en place d’un dispositif d’insertion socioprofessionnelle des jeunes par les métiers ruraux non agricoles à travers le renforcement de l’offre de formation professionnelle et entrepreneuriale dans le département du Moungo. Côte d'Ivoire : Programme de formation professionnelle et d’accompagnement à l’insertion dans le marché du travail des jeunes dans les secteurs de l’énergie électrique et de l’hôtellerierestauration en Côte d’Ivoire (Programme KALANCI). Côte d'Ivoire : Appui au développement de l’activité et de l’emploi des jeunes dans les filières manioc et maraichage par le développement de la formation professionnelle et l’accompagnement de projets dans la Région du Bélier. Ghana : Developing a thriving and inclusive Green Economy in Ghana. Mauritanie : Formation Accompagnement et Insertion dans le domaine portuaire (FAIDOP). Niger : Programme de renforcement du secteur artisanal nigérien.
Le programme de compagnonnage consulaire, financé par l'Agence Française de développement , est une technique d’appui entre deux chambres consulaires, un mentor et un « mentoré », qui constituent un binôme, pour l’ensemble de la durée du programme. Les ressources et savoir-faire combinés de la chambre mentorée et de la chambre mentor sont mis en synergie pour l'atteinte des objectifs. Il vise à renforcer les organisations intermédiaires représentatives du secteur privé en renforçant leur offre de services à destination des TPE/PME. Cet objectif s’inscrit plus largement dans les politiques de ces pays visant à soutenir le développement économique inclusif et la lutte contre la pauvreté. Ce programme innovant repose sur un triptyque d’accompagnement sur le terrain et à distance, d’innovation et de formation. Il s’articule en trois composantes principales : services en matière d’appui aux TPE-PME ; en matière d’offre de formation aux acteurs économiques ; et en matière de renforcement de leurs modes organisationnels.
Binômes constitués : CMA de Vendée et CCIMA du Cameroun, CA de l'Ariège et CAPEF du Cameroun, CCI de Bordeaux et CCI de Côte d’Ivoire, CCI Paris Ile-de-France, CCI de Rouen et CCI du Togo, CMA du Rhône et CCIA de Guinée, CCI de Marseille-Provence et CCIA de Mauritanie, CMA Loire-Atlantique, la CCI Nantes Saint-Nazaire et CCIAM de Pointe-Noire (RC)
Montant : 2,4 millions d'Euros.
Au terme des trois années de mise en œuvre du projet de Compagnonnage consulaire des résultats tangibles ont été obtenus.
Missions : 7 missions « diagnostic stratégique » 7 missions « lancement politique » 7 missions de rédaction des plans d’action, formalisation des équipes 21 missions de « coaching SG/DG » 35 missions « appui » 35 missions « formation » 7 missions d’évaluation
Formation : 28 responsables de chambres africaines ont suivi la formation organisée par la CPCCAF à Paris du 30 novembre au 11 décembre 2015 : : Module « Direction par objectifs » Module « Gestion de projets » Module « ingénierie des services d’appui » Module « ingénierie des services de formation »
Immersions : … Ces 28 mêmes responsables, ont bénéficié d’une immersion de 4 semaines au sein des services de la Chambre mentor en 2017 : découverte du fonctionnement de la Chambre mentor, participation aux activités statutaires, visites et réunions techniques avec les conseillers...
En outre, les projets pilotes du projet de compagnonnage consulaire : Projet pilote de la CAPEF du Cameroun Mise en place d’une unité de formation à l’embouche bovine (engraissement) à l’Ecole pratique d’agriculture de Binguela (EPAB). Projet pilote 1 de la CCIMA du Cameroun Mise en place d’une base de données des entreprises. Projet pilote 2 de la CCIMA du Cameroun Programme de Renforcement des Systèmes d’Informations (PRSI). Projet pilote de la CCIAM de Pointe-Noire (Congo) Le « parcours de l’entrepreneur ». Projet pilote de la CCI de Côte d’Ivoire Création du « TPE2020 ». Projet pilote de la CCIA de Guinée Mise en place d’un observatoire des entreprises (fichier des entreprises). Projet pilote de la CCIA de Mauritanie Mise en place d’un fichier d’entreprises.

## Chiffres
- 32 pays couverts par le réseau, dont 26 africains
- 130 chambres (et organismes assimilés)
- 568 organisations intermédiaires représentées au travers du réseau
- 250 projets développés entre 1986 et 2022
- + de 8 M€ de projets réalisés